# Гана на зимових Олімпійських іграх 2010
Гана на зимових Олімпійських іграх 2010 була представлена 1 спортсменом в 1 виді спорту.

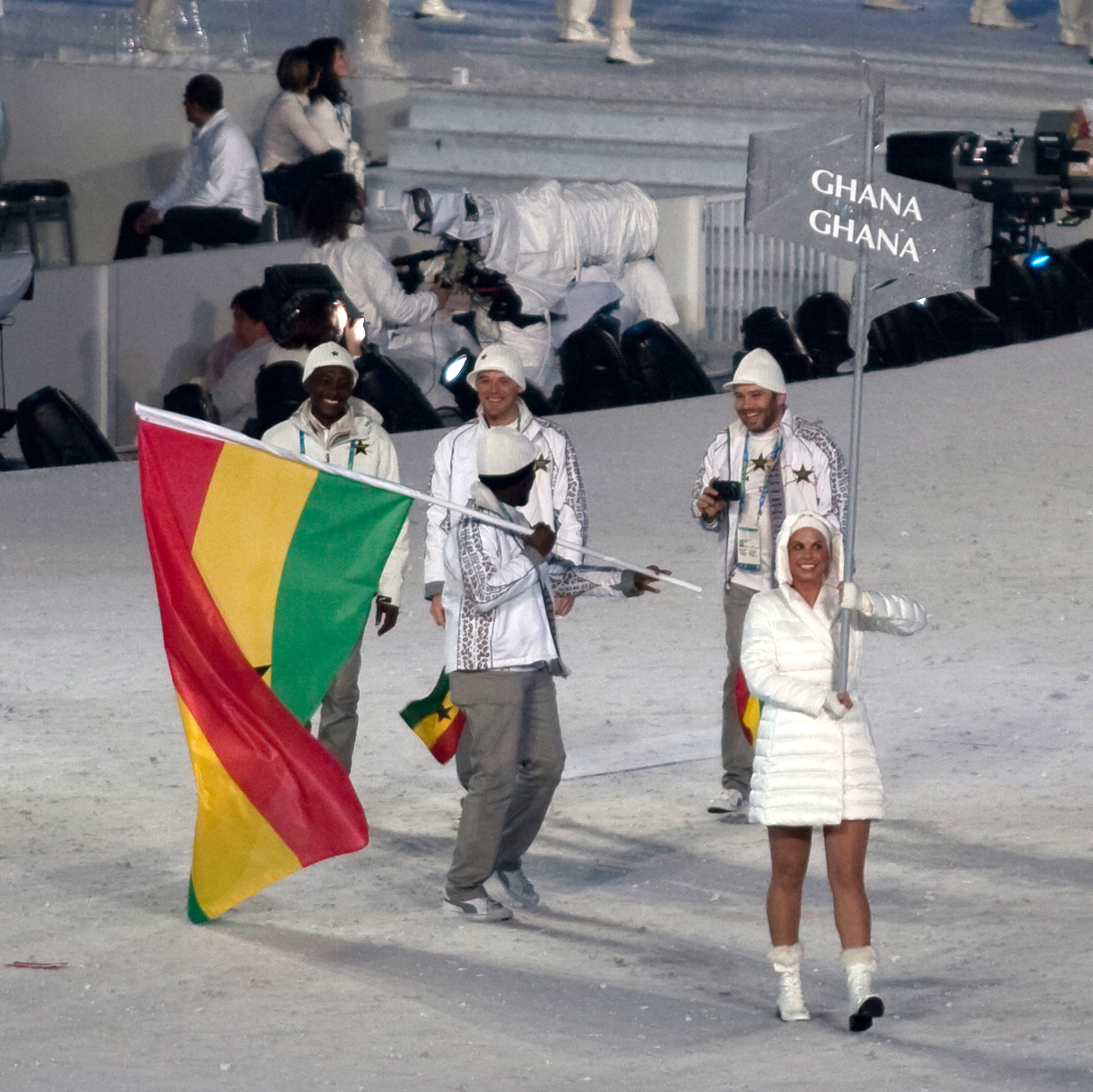
Збірна Гани під час Параду націй на церемонії відкриття Олімпіади